# Escultura de Paulino Vicente
L'escultura urbana coneguda pel nom “Paulino Vicente”, ubicada al Campo de San Francisco, a la ciutat d'Oviedo, Principat d'Astúries, Espanya, és una de les més d'un centenar que adornen els carrers de l'esmentada ciutat espanyola.
El paisatge urbà d'aquesta ciutat, es veu adornat per obres escultòriques, generalment monuments commemoratius dedicats a personatges d'especial rellevància en un primer moment, i més purament artístiques des de finals del segle xx.
L'escultura, feta de bronze, és obra de Félix Alonso Arena, i està datada 1988. Fou inaugurada el Martes de Campo de 1988 després de la donació per part de l'artista a la ciutat.
Es tracta d'un bust del pintor  Paulino Vicente Rodríguez García, pare del també pintor  Paulino Vicente, "El Mozu". Paulino Vicente va ser un pintor local, nomenat fill predilecte d'Oviedo el 28 de març de 1979, i en el bust, apareix representat amb un sol braç que està doblegat o recolzat. La peça se situa sobre un alt pedestal.